# Judith Andre
Judith Arlene Andre (1950) es una académica, ética, feminista, y filósofa estadounidense, que desarrolló actividades académicas y científicas en el profesorado de filosofía (ya retirada) y una teórica de la virtud. 
En 1979, obtuvo su Ph.D. por la Universidad Estatal de Míchigan; y, dio cursos sobre tópicos éticos en la salud pública global; en ética y desarrollo, bienestar de los animales, y sobre ética de las virtudes en la Universidad de Old Dominion; y, en la Universidad Estatal de Míchigan, antes de retirarse.

## Trabajos

### Contribuciones a la filosofía
La obra de la Dra. Andre se enfocó sobre tópicos éticos provocados por la globalización. Ella estvo especialmente interesada en temas de salud pública. Y, en ese contexto más amplio, a menudo, utilizó la teoría de la virtud cuando trata con preguntas como: ¿Qué debería estar a la venta ?; ¿Deberíamos vender órganos para trasplantes?; ¿¿Debemos vender úteros subrogados? Para Andre, la globalización genera tanto: "nuevos desafíos morales" como "nuevos recursos intelectuales" desde los cuales abordar esas cuestiones. También, se ha ocupado de mirar las conexiones entre economía y salud. Esos intereses actuales han crecido, desde trabajos anteriores, incluyendo a:
- "Nagel, Williams and Moral Luck" ("Nagel, Williams y la Suerte Moral"[4]

- "Blocked Exchanges: A Taxonomy" ("Intercambios bloqueados: una taxonomía").[5]

#### Algunas publicaciones
Es autora de más de treinta publicaciones revisadas por pares, incluyendo:
- "The Virtue of Honoring Oneself" ("La virtud de honrarse a uno mismo"),[6]

- "Disease"[7] and the book Bioethics as Practice.[8]

## Honores

### Galardones y distinciones
- 1990: premiado por la Fundación Rockefeller.[9]

- invitada al Panel del 9º Congreso Mundial de Bioética en Rijeka, Croacia,

- invitada al Instituto de Derecho y Ética Biomédica en la Ewha Women’s University, Seúl, Corea del Sur,

- también ganó el Premio de la Facultad, a Mujeres Sobresalientes de la Universidad, presentado por la Asociación de Profesores Profesionales de la Universidad Estatal de Míchigan.[1]